# The Hood
The Hood es un personaje ficticio del programa de televisión de Supermarionation, los Thunderbirds de Gerry Anderson y sus posteriores películas Thunderbirds Are GO y Thunderbird 6. El personaje también aparece en la película de acción viva Thunderbirds (película).
Es el principal villano de la serie y enemigo de Rescate Internacional.

## En la Serie
Los orígenes precisos de The Hood son desconocidos. Se sabe que él es el hermanastro de Kyrano, los detalles precisos de su relación, como con que padre tienen relación o quien es mayor, siga siendo un misterio, al igual que el origen de sus misteriosos poderes hipnóticos. Incluso su nombre real es un misterio; a lo largo de la serie de televisión, él sólo era llamado "Agente 79", llamado así solo en una ocasión cuando estuvo en contacto con el igualmente misterioso "General X".
Lo que se conoce con toda seguridad es que él posee una reputación significativa entre los grupos menos éticos del mundo, él ha sido contratado por agencias de espionaje o por generales del ejército que buscan información o para eliminar un blanco, como en "Impacto Inminente" cuando él es contratado por un general para sabotear el programa "Flecha Roja" porque era una amenaza. Él se pasa su tiempo regularmente en un extraño templo Azteca en el corazón de una selva no especificada y que tiene una estatua de Kyrano con la cual puede comunicarse con su hermano o controlarlo usando sus poderes mentales, así como otro equipo de alta tecnología que usa para supervisar a sus enemigos y preparar sus planes.
Sin embargo, su principal objetivo es descubrir los secretos de las máquinas de Rescate Internacional, los Thunderbirds y usarlos para sus propios fines. Con este fin él se ha dispuesto a crear varios desastres en un esfuerzo por fotografiar sus máquinas en acción, como sabotear el vuelo del Fireflash plantando una bomba, atrapando en una cueva a actores de una película, o intentando enviar furtivamente una cámara miniatura en forma de ratón en el Thunderbird 2. Sin embargo, estos planes invariablemente fallaron, o a través de la intervención directa por parte de Rescate Internacional y sus agentes o a través de sus propios errores; cuando él envió la cámara en forma de ratón al Thunderbird 2, fotografiando a una asustada Lady Penelope que había querido ver a los hermanos Tracy en acción y había acompañado Virgil, en lugar de los controles del Thunderbird 2.
Aunque capaz de crear planes sofisticados, The Hood ha mostrado normalmente tener un temple corto y una muy pobre improvisación cuando sus planes no funcionan. En una ocasión cuando consiguió filmar a los Thunderbirds 1 y 2 en acción, la persecución subsecuente después de que ellos descubrieron que alguien había estado filmándolos culminó en el hurto de un avión por parte de The Hood, observándose que él no sabe volar, reflejando su incapacidad para considerar planes alternativos si su original fallara. Su arrogancia también es un impedimento notable; al intentar escapar de la escena después de que su sabotaje del proyecto "Flecha Roja" fue descubierto, él chocó a través de una barricada que asumió que había sido erigida para detenerlo, sólo para comprender demasiado tarde que realmente era para evitar que las personas pasaran debido a un puente dañado.
Aunque él y el equipo nunca se enfrentaron cara a cara en la serie, excepto cuando él hipnotizó y torturó la Brains para descubrir la localización de un tesoro perdido, los hermanos Tracy son conscientes de su existencia. Habiendo frustrado su plan en la "Invasión Marciana", Virgil comentó que estaba convencido de que "Studt", el seudónimo de The Hood en ese momento, era la misma persona que los fotografió durante su primer rescate, Scott estando de acuerdo con la valoración pero no obstante esta seguro que algún día lo capturarían.
En la película Thunderbirds Are Go, The Hood fue desenmascarado y expuesto por Scott al intentarse infiltrar en la nave espacial Zero-X, habiendo saboteado involuntariamente previamente el original dos años mientras intentaba fotografiarlo. Su helicóptero fue derribado por Lady Penelope durante su escape y se asumío como consecuencia que él había perecido, aunque muchos entusiastas creen que The Hood siguió vivo, ya que previamente también había sido capaz de fingir su muerte.

### En las Historietas
Durante sus apariciones las historietas, los planes de The Hood se volvieron más atrevidos. Resaltándose una ocasión particularmente memorable que él intentó descubrir la localización de la base de Rescate Internacional bombardeando el hangar del Thunderbird 2, obligando a Virgil a mover la nave hacia la pista de aterrizaje dónde él tomó fotografías de la nave. Durante el esfuerzo del encubrimiento subsecuente la Isla Tracy se convirtió temporalmente en un parque temático basado en Rescate Internacional, Los Thunderbirds 1 y 2 se enviaron al espacio con el Thunderbird 5 mientras Lady Penelope y Parker organizaron un rescate, con la intención de que los Thunderbirds llegaran a la escena y así confirmar que ellos no habían venido de la Isla Tracy, The Hood manejó infiltrarse a la isla, casi hipnotizando a John y Brains, pero fue capturado y le fue borrada la última semana. En otra ocasión preparó tres satélites que le permitieron tomar el control de los Thunderbirds 1 y 2 vía remota, pero el Thunderbird 1 pudo escapar de su control y el Thunderbird 3 destruyó uno de los satélites como consecuencia y arruinado la red cuando él intentaba apoderarse del Thunderbird 2.

### En la película
En la película de acción viva Thunderbirds fue interpretado por Ben Kingsley, las acciones de The Hood contra Rescate Internacional eran más directas; habiendo rastreado la Isla Tracy, atrapando a Jeff Tracy y los cuatro hermanos mayores en un dañado Thunderbird 5 después de que The Hood lo atacó con un misil, procediendo a robar el Thunderbird 2 y La Mole y usarlos en un esfuerzo por robar el Banco de Inglaterra. La naturaleza de sus poderes también cambió; él ya no parecía poseer sus poderes hipnóticos, esta vez paso a tener habilidades telequineticas, aunque el uso de este poder lo debilita.
Se reveló durante la película que estos poderes se activaron al parecer después de que The Hood fue creído muerto durante una de las primeras misiones de Rescate Internacional; The Hood acusa a Jeff Tracy de dejarlo morir, pero Jeff le dice después a Alan que, en el momento, él dejó a The Hood porque él no pudo encontrar ninguna forma de salvarlo. A pesar de lo que The Hood le había hecho a él y su familia, cuando enfrentó la oportunidad de dejar caer a The Hood en el taladro de La Mole, Alan lo salvó, permitiendo como consecuencia su captura.

## Poderes y habilidades

### En la Serie y las Historietas
A lo largo de la serie, The Hood fue mostrado ser maestro del disfraz, usando varias máscaras para infiltrarse y descubrir los secretos de las máquinas de los Thunderbirds y llevar a cabo varias misiones. Él también posee poderes hipnóticos extraños de origen desconocido, aunque estas habilidades se limitan al parecer a hacer a las personas llevar a cabo los órdenes simples, como seguirlo o ponerlos dormir. Él también era aparentemente incapaz de usar estos poderes para adquirir información; en una ocasión él intentó obligar a Brains a decirle la localización de un tesoro perdido enterrándolo hasta el cuello en la arena en el desierto y expuesto a la luz del Sol y privándolo de agua en lugar de simplemente hipnotizarlo para descubrir la respuesta, sugiriendo que él no puede hacer que las personas le den información pero puede obligarlos a llevar a cabo ciertas acciones.
La única excepción a esta habilidad ha sido cuando él hipnotiza Kyrano, él pudo hacer que Kyrano le dijera cuando Rescate Internacional estaría listo para empezar a operar o donde esta la oficina principal de la organización fue localizada. Estas habilidades son ayudadas al parecer por una estatua de Kyrano que él tiene en su templo, cuando él se pone delante de ella para entrar en contacto. Él también puede implantar órdenes post-hipnóticas para hacer que Kyrano lleve a cabo ciertas acciones, como cuando él hizo que Kyrano desactivara el detector automático de fotografías en la Invasión Marciana. Aunque estos ataques hipnóticos siempre tienen un efecto significante en Kyrano, causándole desmayos por el dolor causado por su resistencia a su poder, pero finalmente termina revelando la información que The Hood busca, parecería que Kyrano no es consciente de estos ataques, él parece no recordar estos "hechizos mareadores" o podría olvidarlos por la lealtad incuestionable a Jeff Tracy.

### En la película
En la película, las habilidades de The Hood cambiaron al telequinesis, permitiéndole levitar y hacer que otros objetos se muevan, aunque su control temporal de los cuerpos de Lady Penelope y de Parker cuando ellos intentaron rescatar a los Tracys sugiere que él retuvo algunos de sus viejos poderes hipnóticos por lo menos. Sin embargo, el uso de estas habilidades lo debilitó, y en un marcado contraste entre la serie, su sobrina Tin-Tin (Vanessa Hudgens) también mostró poseer estas habilidades, aunque ella sólo los uso una vez para ayudar a sus amigos, ella también los uso para dominar a su tío en un duelo aunque él se había debilitado al usarlos para luchar contra Alan.
- Datos: Q1939090